# Fausta (opera)
Fausta è un'opera di Gaetano Donizetti su libretto di Domenico Gilardoni. L'opera debuttò il 12 gennaio 1832 al Teatro San Carlo di Napoli.

## Ritorno al serio
Dal debutto di Anna Bolena (dicembre 1830) Donizetti non aveva più scritto un'opera seria, e tutto il 1831 fu dedicato al repertorio buffo (la revisione de Le convenienze ed inconvenienze teatrali, Gianni di Parigi, che però fu rappresentato solo nel 1839, e le due farse Francesca di Foix e La romanziera e l'uomo nero). Finalmente gli si presentò l'occasione di ricomporre un'opera seria, quando gli fu affidato il compito di comporre un'opera per celebrare l'onomastico del re di Napoli Ferdinando II, nel gennaio del 1832.
Donizetti si concentrò incessantemente per due mesi sulla composizione dell'opera, il cui libretto fu scritto da Domenico Gilardoni (alla sua ultima fatica: il librettista morì poco più che trentenne prima della rappresentazione dell'opera).
Fonte del libretto è la vicenda storica della morte di Fausta e Crispo, l'una seconda moglie e l'altro figlio di primo letto dell'imperatore di Costantino I, ma l'amore incestuoso che la matrigna prova per il figliastro presenta analogie con il mito di Fedra e Ippolito (archetipi dei due personaggi dell'opera donizettiana). Tra Crispo e Ippolito tuttavia vi è una differenza sostanziale: se Ippolito è restio ad amare (ed anzi si dimostra ferocemente misogino), Crispo è innamorato di una giovane schiava, e l'ira di Fausta prorompe non tanto per il rifiuto, ma per la gelosia. Tuttavia, il tema incestuoso scandalizzò il Ministro di Polizia del regno, tant'è che chiese allo stesso re il ritiro dalle scene dell'opera, ma la minaccia venne scongiurata.
La prima dell'opera tuttavia non fu funestata dalla prematura morte del librettista e dal tema tragico, e Fausta debuttò con buon successo il 12 gennaio del 1832 al Teatro San Carlo di Napoli.
Dopo il debutto l'opera fu immediatamente richiesta al Teatro alla Scala, che la voleva come titolo inaugurale della stagione di Carnevale: un onore che finora Donizetti non aveva mai avuto. Per le rappresentazioni milanesi il compositore aggiunse una sinfonia e, per delle successive repliche a Venezia (protagonisti Giuditta Pasta e Domenico Donzelli) modificò l'introduzione e aggiunse un duetto per Fausta e Crispo nel primo atto.
L'opera cadde nell'oblio, e l'ultima rappresentazione ottocentesca sembra quella alla Scala nel 1859. L'unica rappresentazione in tempi moderni avvenne nel 1981 al Teatro dell'Opera di Roma, protagonisti Raina Kabaivanska (Fausta), Renato Bruson (Costantino), Giuseppe Giacomini (Crispo), diretti da Daniel Oren.

## Cast della prima assoluta
| Ruolo      | Registro vocale | Interprete della prima assoluta (1832, Napoli) | Interprete della seconda versione (1832, Milano) | Interprete della terza versione (1833, Venezia) |
| ---------- | --------------- | ---------------------------------------------- | ------------------------------------------------ | ----------------------------------------------- |
| Costantino | baritono        | Antonio Tamburini                              | Carlo Zucchelli                                  | Giovanni Orazio Cartagenova                     |
| Fausta     | soprano         | Giuseppina Ronzi de Begnis                     | Adelaide Tosi                                    | Giuditta Pasta                                  |
| Crispo     | tenore          | Giovanni Basadonna                             | Francesco Pedrazzi                               | Domenico Donzelli                               |
| Beroe      | mezzosoprano    | Virginia Eden                                  | Gaetana Ramella                                  | Giuditta Saglio                                 |
| Massimiano | basso           | Giovanni Campagnoli                            | Domenico Spiaggi                                 | Nicolao Fontana                                 |
| Licinia    | contralto       | Edvige Ricci                                   | Adelaide Villani                                 | Carolina Lussanti                               |
| Albino     | tenore          | Giovanni Revalden                              | Giuseppe Vaschetti                               | Lorenzo Lombardi                                |

## Trama dell'opera

### Atto 1
L'opera si apre con la celebrazione delle vittorie sui Galli di Crispo, figlio dell'imperatore Costantino. Crispo chiede al padre la grazia ai prigionieri e il permesso di sposare Beroe, figlia del re dei Galli, per suggellare la pace tra i popoli. Costantino glielo concede, ma Fausta, sua seconda moglie, impone di rispettare il giorno sacro a Vesta e di rimandare le nozze.
Costantino teme che sotto ci sia qualcos'altro, dato che da molto tempo sua moglie è misteriosamente turbata. E i suoi timori sono fondati, dato che Fausta è innamorata del figliastro Crispo. La donna non trova pace, e, durante un colloquio privato col figliastro, gli rivela il proprio amore. Crispo, inorridito, respinge le profferte della donna, la quale, infuriata, minaccia di vendicarsi sulla povera Beroe. Allora il giovane chiede pietà alla matrigna, ma in quel momento i due vengono sorpresi da Costantino, che chiede spiegazioni dell'accaduto. Fausta, smaniosa di vendetta, afferma che il figliastro ha cercato di insidiarla. Costantino, inorridito, bandisce il figlio e lo condanna all'esilio.

### Atto 2
A complicare la vicenda sono le trame di Massimiano, padre di Fausta e desideroso di sbarazzarsi di Costantino per salire sul trono: il patrizio ha organizzato una congiura per uccidere l'imperatore nel parco attiguo ai suoi appartamenti. Ma la congiura viene spiata da Crispo (che stava avendo un ultimo colloquio con l'amata Beroe) che estrae la spada per colpire i congiurati: ma in quel momento Costantino arriva e, come prima, equivoca i propositi del figlio, e lo crede coinvolto nella congiura: il ragazzo viene arrestato.
Il senato si appresta a condannare a morte Crispo (il principale accusatore è Massimiano): Costantino, nell'ultimo colloquio col figlio, gli supplica di ammettere le sue colpe per aver salva la vita, ma lui ribadisce la sua innocenza. Anche Fausta ha un ultimo colloquio con Crispo, e gli giura di rinunciare al soglio per salvargli la vita: il figliastro rifiuta ancora una volta, e mostra un anello alla matrigna, contenente un veleno, che ha intenzione di bere prima della sentenza. Fausta però glielo sfila di mano, affermando che riuscirà a salvarlo. Ma è tutto inutile: Massimiano porta via Crispo con i littori, e il ragazzo viene giustiziato. Fausta implora il perdono dell'amato e beve il veleno.
In quel momento irrompe in scena Costantino, infuriato: ha scoperto la congiura di Massimiano ed è stato informato troppo tardi dell'innocenza di Crispo. L'imperatore condanna a morte Massimiano, e Fausta rivela l'ultima, atroce verità: il suo amore incestuoso. Ripudiata e abbandonata da tutti quanti, all'ex imperatrice non rimane altro che piangere sul suo amore disperato, e morire.

## Struttura musicale
- Sinfonia

### Atto I
- N. 1 - Introduzione Dio dell'armi, che infondevi (Coro, Fausta, Beroe, Costantino, Crispo, Licinia, Massimiano)
- N. 2 - Duetto fra Costantino e Crispo Spinto da quella smania
- N. 3 - Coro e Aria di Fausta Quel celeste tuo sorriso - Ah, se d'amor potessi (Coro, Licinia, Fausta)
- N. 4 - Duetto fra Fausta e Costantino No, sull'altar rammento
- N. 5 - Duetto fra Crispo e Fausta e Finale I Ah! se orror di te non hai - Che veggio!... (Fausta, Crispo, Costantino, Beroe, Massimiano, Licinia, Coro)

### Atto II
- N. 6 - Introduzione seconda Manca alcuno? (Massimiano, Coro)
- N. 7 - Aria di Crispo Se crudel così m'estimi (Crispo, Costantino, Massimiano, Beroe, Coro)
- N. 8 - Aria di Costantino T'amo ancora, ancor dal ciglio (Costantino, Crispo, Beroe, Massimiano, Coro)
- N. 9 - Duetto fra Fausta e Crispo Per te rinunzio al soglio
- N. 10 - Aria Finale di Fausta Tu che voli già spirto beato (Fausta, Coro, Massimiano, Costantino)

## Discografia
| Anno | Cast (Costantino il Grande, Fausta, Crispo, Massimiano, Licinia, Albino)                        | Direttore, Orchestra e Coro                                                                         | Etichetta |
| ---- | ----------------------------------------------------------------------------------------------- | --------------------------------------------------------------------------------------------------- | --- |
| 1981 | Renato Bruson, Raina Kabaivanska, Giuseppe Giacomini, Luigi Roni, Ambra Vespasiani, Tullio Pane | Daniel Oren Orchestra e Coro del Teatro dell'Opera di Roma (Registrato a Roma nel mese di novembre) | LP: HRE 381 (1982) MRF Records 185 CD: Italian Opera Rarities LO 7701-3 Gala GL 100617 (2003) Premiere Opera Ltd. CDNO 5341 |